# ヨハネス・オケゲム
ヨハネス・オケゲム（Johannes Ockeghem, 1410年頃  - 1497年2月6日）は、フランドル楽派初期の指導的な作曲家である。しばしば、デュファイとジョスカン・デ・プレの間の世代で最も重要な作曲家と看做されている。この時代の作曲家には典型的なことではあるのだが、デュファイやジョスカンなどと比べても生涯については不明な点が多く、大半の作品の作曲の背景、年代なども数曲を除いて未確認である。

## 生涯
オケゲムの出生地は最近の研究によって現在のベルギーのエノー州サン＝ギラン（Saint-Ghislain）であることが明らかにされた。以前の伝記においては、オケゲムはブルゴーニュ公国の出身で、フランドル東部（現ベルギー領）のオケヘムかその隣町テルモンドの出身と言われてきた。幼年期については伝わっておらず、生没の日付は不明なので、ふつうは詩人クレタンCrétin が作曲家の最期に寄せたコメント（「けしからぬことだ、彼ほどの才能の作曲家が100歳にならずして世を去らねばならぬとは」）から割り出されてきた。当時の多くの作曲家のようにオケゲムも教会楽長を振り出しに音楽活動に入っており、オケゲムの名前の最初の記録は、アントウェルペンのノートルダム寺院に残されている（1443年～1444年採用）。1446年から1448年には、フランスのブルボン公シャルル1世にムーランで仕えた。1452年ごろにパリに移り、フランス宮廷楽長ならびにトゥールのサン・マルタン寺院の出納方に就任した。フランス宮廷での――シャルル7世とルイ11世への――仕官に加えて、ノートルダム寺院や聖ブノワ寺院にも職務を得た。1470年には、ギュイエンヌ公シャルル（ルイ11世の弟）からカスティーリャ王女イサベルへの求婚の意を託されて、イベリア半島を訪れた。ルイ11世が1483年に没してからは、オケゲムの所在は不明になるが、それでもブルッヘやトゥールを訪ねており、後者で遺言を残していることからすると、おそらくその地で没したのだろう。生前から「我等の良き父」と人々の尊敬と信頼を勝ち得ていたオケゲムの死は多くの人々を悲観させた。その証拠に当時の多くの著名な作曲家たちが、哀悼歌をオケゲムにささげている。
オケゲムはバンショワに師事したようだが、ブルゴーニュでの両者のつながりは、まさに取るに足りないものだった。アントワーヌ・ビュノワが1467年より前に、オケゲムを称えるモテットを作曲しているので、もしかするとこの両者に面識があったのかもしれない。オケゲムの作曲様式は、旧世代のそれとはかなりかけ離れているものの、作曲技法の根本を旧世代に負っているかもしれず、そうだとすればオケゲムは、ブルゴーニュ楽派と、次世代のネーデルランド楽派、例えばヤーコプ・オブレヒトやジョスカンとを直接に橋渡しした存在であると見なせよう。

## 作品
現存する作品はごくわずかで、14のミサ曲、レクィエム、9つのモテット、バンショワ追悼のシャンソン・モテット、21のシャンソンだけである。オケゲムのミサ曲のうち13曲は、15世紀後期の筆写譜集「キージ写本Chigi codex」によって伝承されている。《死者のためのミサ曲 Missa pro Defunctis》は、現存する最古のポリフォニックなレクィエムである。ごくわずかの現存する作品に加えて、いくつか偽作もまじっている。例えば、技巧を凝らした謎の力作、36声部のための《デオ・グラティアス（主に感謝せよ） Deo gratias 》は、他人による作品の見込みが極めて高いが、真相はやぶの中である。シャンソンやモテットのうち、原典においては作者が記名されていないものの、作曲様式の観点からオケゲム作といわれてきたものが数曲ある。
ジョスカン・デ・プレに強い影響を与えたように、オケゲムは表情豊かな音楽と作曲技法の熟練によって、ヨーロッパ全土で有名だった。その辣腕ぶりは、比例カノンを用いた驚異的な《ミサ・プロラツィオーヌム（種々の比率のミサ曲）Missa Prolationum》においてとりわけ一目瞭然である。また、《ミサ・クィユスヴィス・トニ（任意の旋法によるミサ曲）Missa cuiusvis toni》はありとあらゆる旋法で演奏することができる。だがこれらの傑作を生み出させた作曲技法は、声域についての洞察力や、他の追随を許さない表現力に富んだ音楽言語を物語っているのである。オケゲム自身が著名なバス歌手だったことから、オケゲムのバスの旋律線は確かに込み入っている。これこそが、オケゲムが他のフランドル楽派の作曲家と一線を画する点であろう。
ジョスカン・デプレはジャン・モリネの詩「森の精霊たちよ Nimphes des bois」によって、《オケゲム追悼の哀歌 La déploration de la mort de Johannes Ockeghem》を作曲した。

### ミサ曲/断章
1. "Missa Au teavail suis" 《ミサ・オー・トラヴァイユ・シュイ（ミサ曲「私が悩んでいる事を」）》
2. "Missa Caput" 《ミサ・カプト》
3. "Missa cuiusvis toni 《ミサ・クユスヴィス・トニ（任意の旋法によるミサ曲）》
4. "Missa De plus en plus" 《ミサ・ド・プリュ・ザン・プリュ（ミサ曲「だんだんと」）》
5. "Missa Ecce ancilla Domini" 《ミサ・エッチェ・アンチルラ・ドミニ（ミサ曲「われは主のはしためなり」）》
6. "Missa Fors seulement" 《ミサ・フォール・スルマン（ミサ曲「今はもう、ただ死を心待ちに」）》
7. "Missa L'homme armé" 《ミサ・ロム・アルメ（ミサ曲「武装した人」）》
8. "Missa Ma Maistresse" 《ミサ・マ・メストレス》
9. "Missa Mi-mi"（"Presque transi"） 《ミサ・ミ・ミ》（プレスク・トランジ）
10. "Missa prolationum" 《ミサ・プロラツィオーヌム（種々の比率によるミサ曲）》
11. "Missa pro defunctis" 《ミサ・プロ・デフンクティス（死者のためのミサ曲）》
12. "Missa quinti toni" 《ミサ・クインティ・トニ（第5旋法によるミサ曲）》
13. "Missa sine nomine" I (a3) 《ミサ・シネ・ノミネ,第1番（3声）》
14. "Missa sine nomine" II (a5) 《ミサ・シネ・ノミネ,第2番（5声）》
15. "Credo sine nomine" ("De Village") 《クレド・シネ・ノミネ》（ド・ヴィレジ）

### モテット
1. "Alma Redemptoris mater"
2. "Ave Maria"
3. "Intemerata Dei mater"
4. "Salve regina" I
5. "Salve regina" II（偽作？）
6. "Ut heremita solus"

### 世俗歌曲
1. ロンドー "Aultre Vénus estes sans faille"
2. ロンドー "Au travail suis"
3. ロンドー "D'un aultre amer"
4. ロンドー "Fors seulement I'acftente"
5. ヴィルレー  Ma bouche rit[ヘルプ/ファイル]
6. モテット "Mort tu as navré de ton dart"
7. バッラータ "O rosa bella"
8. ロンドー "Prenez sur moy vostre exemple amoureux"
9. ヴィルレー "Presque transi"
10. ロンドー "S'elle m'amera je ne sçay / Petite Camusette"
11. ヴィルレー "Tant fuz gentement resjouy"

## 参考書籍
Chigi Codex に関しては下記を参照。
- Early Music History : Studies in Medieval and Early Modern Music (Early Music History) ISBN 0521818877 (Hard cover book) vol.21 Fenlon, Iain (EDT) /Publisher:Cambridge Univ Pr Published 2003/01